# Дамјан Љубибратић
Дамјан Љубибратић, познат као Дамјан Србин је био српски православни монах и дипломата, секретар патријарха Јована Кантула (1592–1614).

## Живот
Дамјан је поријеклом из требињског краја, потомак племићке породице Љубибратићи. Био је монах Пећког патријаршијског манастира, а био је и секретар патријарха Јована Кантула.
Био је највиши дипломатски представник херцеговачких и пећких српских поглавара, који су се ставили на чело покрета, који је организовао устанак у областима окупираним од стране Османског царства.

### Херцеговачки устанак (1596—1597)
Православни хришћани на Балкану тражили су прави тренутак за устанак против Османлија. Српски, грчки, бугарски и албански монаси посећивали су европске дворове за помоћ. Банатски устанак (1594) помогли су српски православни митрополити цетињски Руфим Његуш и требињски Висарион (1590–1602). Године 1596. побуне су се прошириле на османску Црну Гору и суседна племена у херцеговини, посебно под утицајем митрополита Висариона. Висарион и поглавари у херцеговини тражили су помоћ од папе. У једном дубровачком документу с почетка 1596. године стоји да су се многе херцеговачке чифчије са митрополитом окупиле у Требињском манастиру гдје су се заклели „да ће одустати и 20.000 јунака дати царској свјетлости“. Војвода Грдан и побуњеници су поражени. Гацко поље негде 1597. Устаници су тада склопили мир са Османлијама, а Грдану је опростио Ахмед паша Хадум. Међутим, Грдан и Патријарх Јован наставиће да планирају побуне против Османлија у наредним годинама.
У априлу 1599. Дамјан је поново дао папи писмо патријарха Јована Кантула.
1604. године  Дамјан је набројао ове крајеве спремне за устанак: Драчевица, Зупци, Риђани, Никшићи, Бањани, Пива, Дробњаци, Морача, Требиње, Рудине, Гацко, Плана, Колашин, Вранеш, Милешево, Сјеница, Нови ...
Године 1605. отишао је у дипломатску мисију у Дубровачку републику, расправљајући о откупу неких робова из Сења.